# 有森麗
有森 麗（ありもり れい、1972年8月5日 - ）は、日本の元AV女優。

## 作品

### アダルトビデオ
1993年
- 泡姫の恍惚 （5月12日、BAZOOKA）
- チュパチュパ倶楽部 （5月30日、宇宙企画）…オムニバス作品
- 奥までご乱心 若妻はお熱いのがお好き （6月28日、エイトマン）
- エッチの好きな若奥様 （7月21日、Arena）
- 禁断症状'93 アブノーマル・エクスタシー （7月29日、SAMM VIDEO）
- 淫乱痴帯 敏感な下くちびる （8月12日、SAMM VIDEO）
- 若奥様は女王様 いいから私をなめなさい （9月29日、エイトマン）
- 小悪魔のKISS （10月1日、10 VIDEO）
- 淫麗男狂い （10月28日、SAMM VIDEO）
- レイプしてお願い! （発売日不明、オークランド）
- 女教師 先生が教えてあげる （発売日不明、マドンナ社）
- 狂乱レイプ （発売日不明、SAMM VIDEO）
- 麗のお口はミルクセーキ （発売日不明、笠倉出版社）
- 麗の性感淫ら姫 （発売日不明、FIVE STAR）
- ナース快楽館11 （発売日不明、FIVE STAR）

1994年
- 具合のいい女 （1月22日、エイトマン）
- 淑女館 7 （1月23日、宇宙企画）
- びんかん性鬼 （3月31日、SAMM VIDEO）
- エログロマガジン　すけべっ娘２（04月18日、Q・CUE）
- 若妻の男あさり （5月26日、SAMM VIDEO）
- 強制集団ワイセツ すったもんだでヤリました （6月29日、エイトマン）
- 素人参加募集ビデオ 有森麗としてみませんか? （8月22日、VOGUE）
- 濡れしぐる女豹たち （8月29日、エイトマン）

1995年
- 淫乱指令 AV現場に突撃せよ （10月12日、Q・CUE）…オムニバス作品
- AVアイドル悪女物語2 性欲魔のトライアングル痴帯 （12月19日、VINL）

#### 総集編・再編集作品
- いんらん娘 一触即発 （1993年2月12日、笠倉出版社）
- からみつくよに愛したい （1994年2月10日、10 VIDEO）
- あふれるほどドッピュン （2003年5月16日、SAMM VIDEO）
- SUPER セレクション2 （2004年、宇宙企画）
- AVアイドル・メモリアル 淫乱濡れ尻ギャル5連発 Vol.1 （2005年12月14日、h.m.p）
- 濡れしぐる女子校生あふれ出る肉欲。 （2007年10月31日、ビデオバンク）
- 淫らに濡れる淫獣教室 （2007年10月31日、ビデオバンク）

他多数出演

### 写真集
- マドンナメイト・ハード 有森麗 花汁の舐め方（1993年12月25日、撮影：坂巻良亮、マドンナ社）

### ゲーム
- セクシーアイドル麻雀 野球拳の詩 （1995年1月31日、日本物産、PCエンジンスーパーCDソフト）